# Ватаманюк Калина Миколаївна
Калина Миколаївна Ватаманюк (нар. 27 січня 1947 с.Кобаки, Косівський район) — українська письменниця та журналістка, заслужений журналіст України, володарка «Золотого пера», член Спілки письменників України, лауреатка премії Василя Стефаника та Марка Черемшини. У 2003 році з чоловіком Дмитром заснувала Духовно-екологічний центр християнської злагоди і любові «Здвижин».

## Життєпис
Калина Ватаманюк народилася 27 січня 1947 року в селі Кобаки Косівського району Івано-Франківської області.  
Після переїзду до Верховини для дівчини відкрився інший світ: робота в редакції газети "Світанок", шлюб, проба пера, навчання у Львівському університеті.
Так трапилося, що саме в той час, коли Калина Миколаївна складала державні іспити, Львів проводив в останню путь поета, композитора і співака Володимира Івасюка. Через три дні після того її викликали до кабінету КДБ і звинуватили у націоналізмі.
Тоді в Килини Ватаманюк зароджується ідея створити альманах "Гуцульщина". Наполеглива журналістка досягає свого. 1995 року світ побачила перша книга Ватаманюк "Від лиця твого, Господи, судьба моя іде". Люди стали приходити до того хреста в лісі, який з такою шаною і любов'ю описано у творах Калини Миколаївни. Тут, де розлогі дерева простягають до неба свої віти-долоні, знаходять вони духовне заспокоєння.
Наступна книга виходить під назвою "Між хрестами і зорями".
Третя книга «Ми — діти світла» вчить дивитися на світ очима душі, яка ніколи не обмане. Хтось з великих світочів сказав: "Фізична краса — не постійна, моральна краса — відносна, і тільки духовна краса — вічна".

## Доробок
- «Від лиця Твого, Господи, судьба моя іде...». Верховина, 1995. 160 с.
- «Ми — діти Світла: уроки духовної краси». Верховина: Гуцульщина, 1998. 256 с.
- «Між хрестами і зорями». Снятин, 1996. 240 с.
- «Очима душі». Верховина, 2008. 318 с.
- «Сад моїх журавликів». Верховина, 2000. 240 с.